# Tour de Romandia 2011

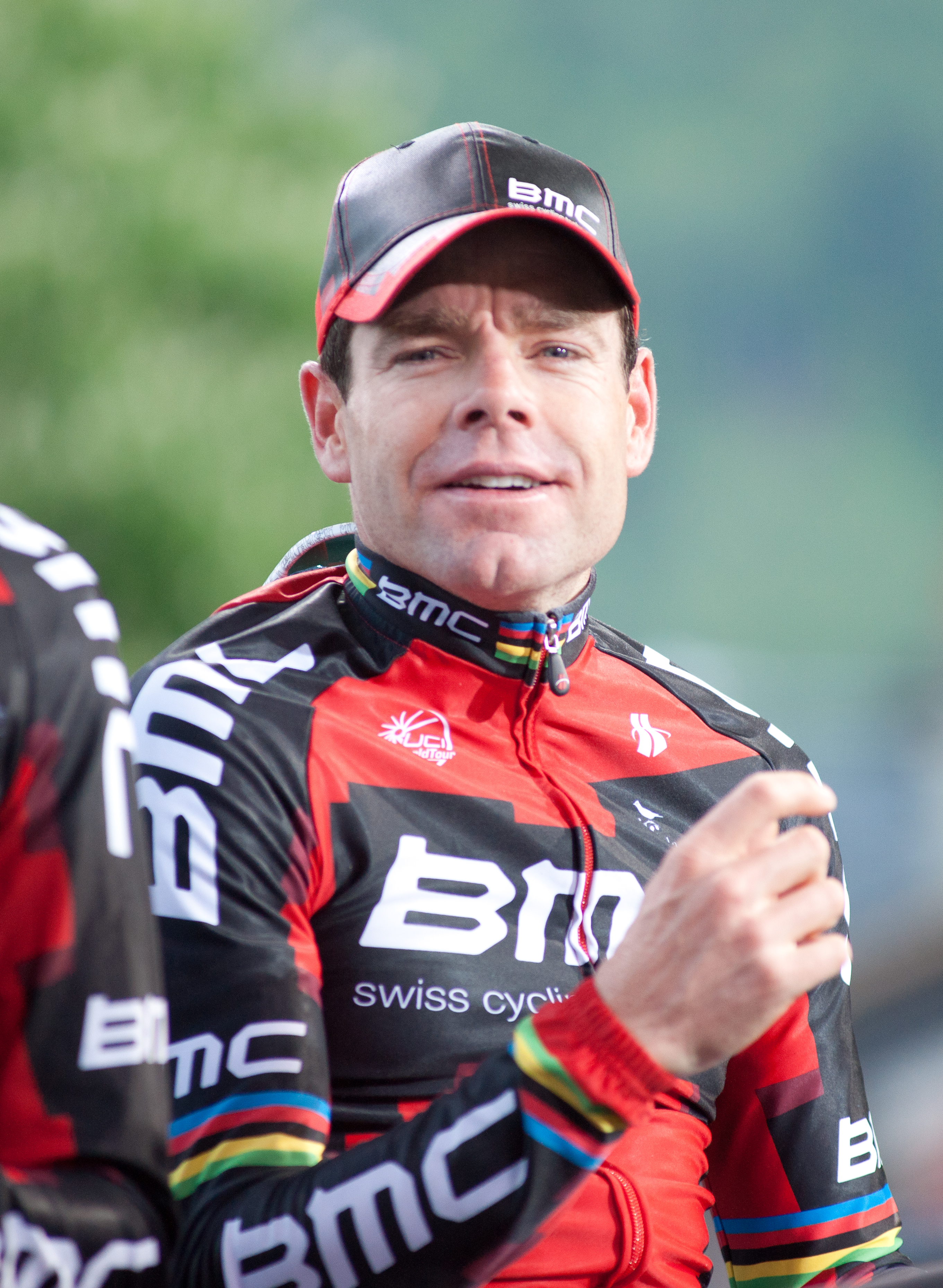
Cadel Evans, vencedor de la cursa, durant la tarda del pròleg.

El Tour de Romandia 2011 fou la 65a edició del Tour de Romandia i es disputà entre el 26 d'abril i l'1 de maig de 2011 per les carreteres de Suïssa. Aquesta era la tretzena prova de l'UCI World Tour 2011.
El vencedor final fou l'australià Cadel Evans (BMC Racing Team), que basà la victòria en la segona contrarellotge, en la qual aconseguí el temps suficient com per superar la resta de favorits. Tony Martin (Team HTC-High Road) quedà segon a 18 segons i tercer fou Aleksandr Vinokúrov (Astana Qazaqstan Team), a 19 segons d'Evans.
Chris Anker Sørensen (Saxo Bank-Sungard) guanyà la classificació de la muntanya, Matthias Brändle (Geox-TMC) la del mallot verd de la classificació dels esprints, Andrew Talansky (Garmin-Cervélo) la dels joves i el Garmin-Cervélo la classificació per equips.

## Equips
El Tour de Romandia forma part del World Tour i per aquesta raó hi són presents els 18 equips ProTour, així com l'Europcar i el Geox-TMC que són convidats per l'organització.
| Núm.  | Codi | Equip              |
| ----- | ---- | ------------------ |
| 1-8   | LAM  | Lampre-ISD         |
| 11-18 | RSH  | Team RadioShack    |
| 21-28 | THR  | Team HTC-High Road |
| 31-38 | RAB  | Rabobank ProTeam   |
| 41-48 | GRM  | Garmin-Cervélo     |
| 51-58 | LEO  | Team Leopard-Trek  |
| 61-68 | BMC  | BMC Racing Team    |
| 71-78 | SKY  | Team Sky           |
| 81-88 | OLO  | Omega Pharma-Lotto |
| 91-98 | MOV  | Movistar Team      |

| Núm.    | Codi | Equip                  |
| ------- | ---- | ---------------------- |
| 101-108 | QST  | QuickStep Cycling Team |
| 111-118 | SBS  | Saxo Bank-Sungard      |
| 121-128 | LIQ  | Liquigas-Cannondale    |
| 131-138 | KAT  | Team Katusha           |
| 141-148 | EUS  | Euskaltel–Euskadi      |
| 151-158 | ALM  | AG2R La Mondiale       |
| 161-168 | VCD  | Vacansoleil-DCM        |
| 171-178 | AST  | Astana Qazaqstan Team  |
| 181-188 | EUC  | Europcar               |
| 191-198 | GEO  | Geox-TMC               |

## Recorregut
Els ciclistes hagueren d'afrontar un total de 694,9 km distribuïts en cinc etapes i un pròleg inicial. El pròleg i la quarta etapa són contrarellotges individuals, mentre que la primera etapa es podia considerar l'etapa reina de la present edició.

## Etapes
| Etapa    | Data       | Recorregut                | Km    | Vencedor d'etapa     | Líder de la general  |
| -------- | ---------- | ------------------------- | ----- | -------------------- | -------------------- |
| Pròleg   | 26 d'abril | Martigny - Martigny       | 3,5   | Jónathan Castroviejo | Jónathan Castroviejo |
| 1a etapa | 27 d'abril | Martigny - Leysin         | 171,5 | Pàvel Brut           | Pàvel Brut           |
| 2a etapa | 28 d'abril | Romont - Romont           | 168,3 | Damiano Cunego       | Pàvel Brut           |
| 3a etapa | 29 d'abril | Thierrens - Neuchâtel     | 166,5 | Aleksandr Vinokúrov  | Pàvel Brut           |
| 4a etapa | 30 d'abril | Aubonne - Signal de Bougy | 20,5  | David Zabriskie      | Cadel Evans          |
| 5a etapa | 1 de maig  | Champagne - Ginebra       | 164,6 | Ben Swift            | Cadel Evans          |

### Pròleg

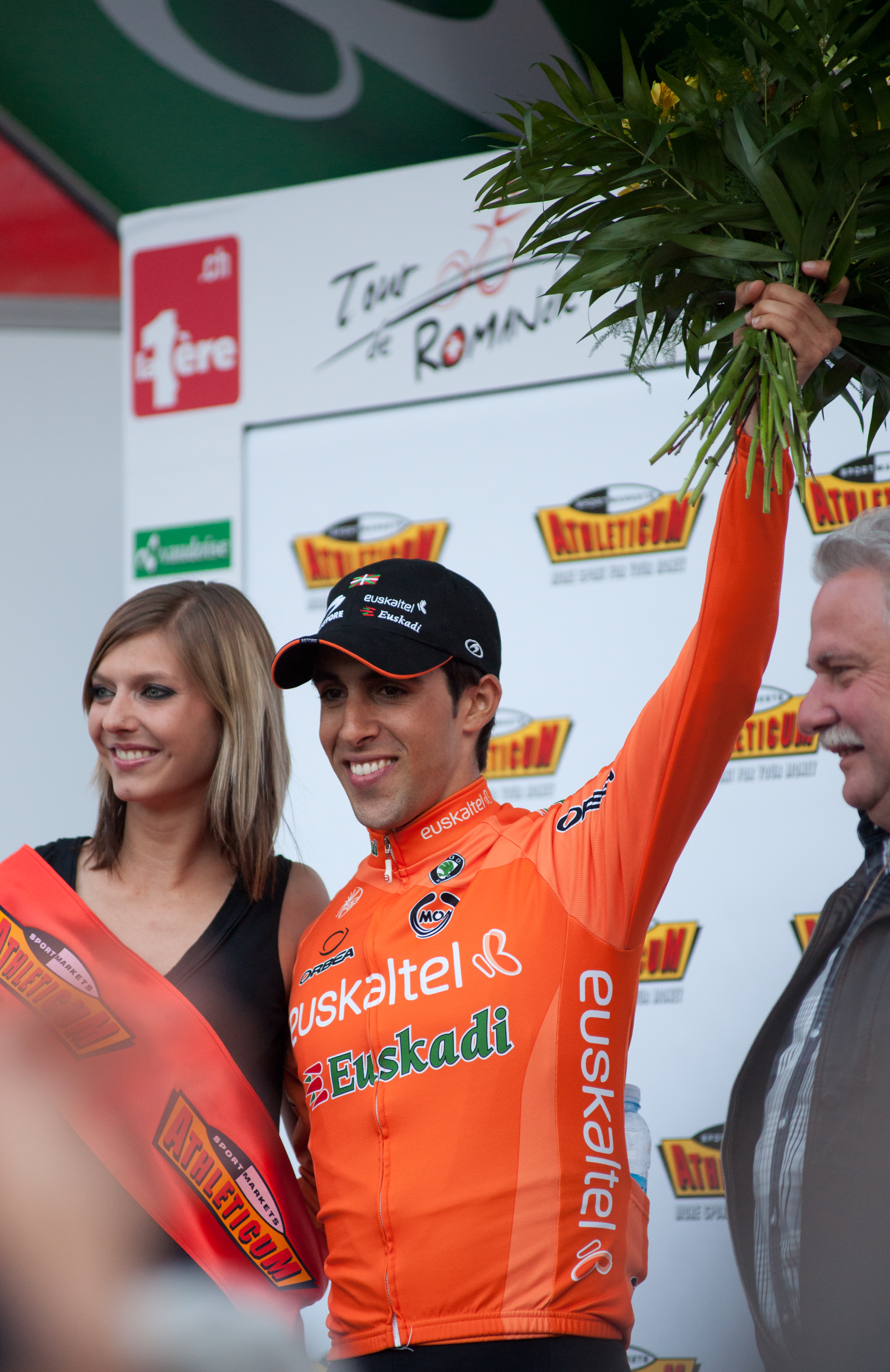
Jónathan Castroviejo al pòdium després de la seva victòria.

Pròleg de 3,5 km pels carrers de Martigny gairebé plans. El basc Jónathan Castroviejo (Euskaltel–Euskadi) s'imposa, sorprenetment, amb 3' 40" i es fa amb el mallot de líder.
|   | Ciclista             | Equip              | Temps  |
| - | -------------------- | ------------------ | ------ |
| 1 | Jonathan Castroviejo | Euskaltel–Euskadi  | 3' 40" |
| 2 | Taylor Phinney       | BMC Racing Team    | m. t.  |
| 3 | Leigh Howard         | Team HTC-High Road | + 1"   |
| 4 | Geoffroy Lequatre    | Team RadioShack    | + 2"   |
| 5 | David Millar         | Garmin-Cervélo     | m. t.  |

|   | Ciclista             | Equip              | Temps  |
| - | -------------------- | ------------------ | ------ |
| 1 | Jonathan Castroviejo | Euskaltel–Euskadi  | 3' 40" |
| 2 | Taylor Phinney       | BMC Racing Team    | m. t.  |
| 3 | Leigh Howard         | Team HTC-High Road | + 1"   |
| 4 | Geoffroy Lequatre    | Team RadioShack    | + 2"   |
| 5 | David Millar         | Garmin-Cervélo     | m. t.  |

### Etapa 1
Etapa força accidentada, amb un port de segona categoria en la primera meitat de l'etapa i dos de primera categoria en els darrers 25 km, el coll de Pillon i l'arribada a Leysin.
El rus Pàvel Brut (Team Katusha), gràcies a una escapada en els primers quilòmetres, s'imposa amb un minut de diferència respecte als seus antics companys d'escapada, i amb dos minuts sobre el grup amb els principals favorits. Es vesteix amb el mallot de líder.
|   | Ciclista           | Equip          | Temps      |
| - | ------------------ | -------------- | ---------- |
| 1 | Pàvel Brut         | Team Katusha   | 4h 27' 41" |
| 2 | Oleksandr Kvachuk  | Lampre-ISD     | + 56"      |
| 3 | Branislau Samòilau | Movistar Team  | + 1' 15"   |
| 4 | Jack Bobridge      | Garmin-Cervélo | + 1' 23"   |
| 5 | Damiano Cunego     | Lampre-ISD     | + 1' 59"   |

|   | Ciclista            | Equip                 | Temps      |
| - | ------------------- | --------------------- | ---------- |
| 1 | Pàvel Brut          | Team Katusha          | 4h 31' 26" |
| 2 | Oleksandr Kvachuk   | Lampre-ISD            | + 1' 00"   |
| 3 | Branislau Samòilau  | Movistar Team         | + 1' 22"   |
| 4 | Jack Bobridge       | Garmin-Cervélo        | + 1' 31"   |
| 5 | Aleksandr Vinokúrov | Astana Qazaqstan Team | + 2' 04"   |

### Etapa 2
Etapa trencacames, amb inici i final a Romont, al voltant de la qual gira tota l'etapa, ja que els ciclistes passaran fins a tres vegades per la línia d'arribada. Dos ports de segona, a la part central de l'etapa, i un de primera a manca de 16 km. El darrer quilòmetre és en lleuger ascens.
Damiano Cunego (Lampre-ISD), aprofitant el final en pujada, guanyà l'etapa després de demarrar en el darrer quilòmetre i superar tres escapats que hi havia al capdavant. Arribà a meta amb 2 segons sobre Cadel Evans (BMC Racing Team) i Aleksandr Vinokúrov (Astana Qazaqstan Team).
|   | Ciclista                   | Equip                 | Temps      |
| - | -------------------------- | --------------------- | ---------- |
| 1 | Damiano Cunego             | Lampre-ISD            | 4h 10' 53" |
| 2 | Cadel Evans                | BMC Racing Team       | + 2"       |
| 3 | Aleksandr Vinokúrov        | Astana Qazaqstan Team | m. t.      |
| 4 | Rui Alberto Faria da Costa | Movistar Team         | m. t.      |
| 5 | David López García         | Movistar Team         | m. t.      |

|   | Ciclista            | Equip                 | Temps      |
| - | ------------------- | --------------------- | ---------- |
| 1 | Pàvel Brut          | Team Katusha          | 8h 43' 39" |
| 2 | Damiano Cunego      | Lampre-ISD            | + 38"      |
| 3 | Cadel Evans         | BMC Racing Team       | + 42"      |
| 4 | Aleksandr Vinokúrov | Astana Qazaqstan Team | m. t.      |
| 5 | Gorka Verdugo       | Euskaltel–Euskadi     | + 46"      |

### Etapa 3
Etapa suau en els primers 110 quilòmetres, per complicar-se en els darrers 50, quan els ciclistes hauran d'afrontar un port de primera i un altre de segona categoria de manera consecutiva. El final és completament pla.
En un final boig, amb nombrosos intents d'escapada Aleksandr Vinokúrov (Astana Qazaqstan Team), Mickaël Cherel (AG2R La Mondiale) i Tony Martin (Team HTC-High Road) entraren escapats en el darrer quilòmetre. Vinokúrov fou el més ràpid a l'esprint.
|   | Ciclista            | Equip                 | Temps      |
| - | ------------------- | --------------------- | ---------- |
| 1 | Aleksandr Vinokúrov | Astana Qazaqstan Team | 3h 47' 55" |
| 2 | Mickaël Cherel      | AG2R La Mondiale      | m. t.      |
| 3 | Tony Martin         | Team HTC-High Road    | m. t.      |
| 4 | Ben Swift           | Team Sky              | m. t.      |
| 5 | Oscar Freire        | Rabobank ProTeam      | m. t.      |

|   | Ciclista            | Equip                 | Temps       |
| - | ------------------- | --------------------- | ----------- |
| 1 | Pàvel Brut          | Team Katusha          | 12h 32' 34" |
| 2 | Aleksandr Vinokúrov | Astana Qazaqstan Team | + 32"       |
| 3 | Damiano Cunego      | Lampre-ISD            | + 38"       |
| 4 | Cadel Evans         | BMC Racing Team       | + 42"       |
| 5 | Gorka Verdugo       | Euskaltel–Euskadi     | + 46"       |

### Etapa 4
Contrarellotge individual de 20,4 km, amb uns cinc primers quilòmetres ascendents, per tot seguit suavitzar-se fins al final.
David Zabriskie (Garmin-Cervélo), especialista en contrarellotge superà de manera clara els favorits a la general i aconseguí la victòria. Cadel Evans (BMC Racing Team) fou el millor entre els favorits i es vestí amb el mallot groc de líder, amb 18" sobre Tony Martin. El fins ara líder Pàvel Brut per 1' 40".
|   | Ciclista        | Equip              | Temps   |
| - | --------------- | ------------------ | ------- |
| 1 | David Zabriskie | Garmin-Cervélo     | 27' 57" |
| 2 | Richie Porte    | Saxo Bank-Sungard  | + 2"    |
| 3 | Lieuwe Westra   | Vacansoleil-DCM    | + 16"   |
| 4 | Bradley Wiggins | Team Sky           | + 18"   |
| 5 | Tony Martin     | Team HTC-High Road | + 27"   |

|   | Ciclista            | Equip                 | Temps       |
| - | ------------------- | --------------------- | ----------- |
| 1 | Cadel Evans         | BMC Racing Team       | 13h 00' 58" |
| 2 | Tony Martin         | Team HTC-High Road    | + 18"       |
| 3 | Aleksandr Vinokúrov | Astana Qazaqstan Team | + 19"       |
| 4 | Marco Pinotti       | Team HTC-High Road    | + 31"       |
| 5 | Beñat Intxausti     | Movistar Team         | + 41"       |

### Etapa 5
Etapa amb dos ports de primera categoria en la part central de la mateixa i uns darrers quaranta quilòmetres totalment plans per arribar a Ginebra.
|   | Ciclista          | Equip                 | Temps      |
| - | ----------------- | --------------------- | ---------- |
| 1 | Ben Swift         | Team Sky              | 3h 50' 51" |
| 2 | Oscar Freire      | Rabobank ProTeam      | m. t.      |
| 3 | Davide Viganò     | Liquigas-Cannondale   | m. t.      |
| 4 | Fabio Sabatini    | Liquigas-Cannondale   | m. t.      |
| 5 | Enrico Gasparotto | Astana Qazaqstan Team | m. t.      |

|   | Ciclista            | Equip                 | Temps       |
| - | ------------------- | --------------------- | ----------- |
| 1 | Cadel Evans         | BMC Racing Team       | 16h 51' 49" |
| 2 | Tony Martin         | Team HTC-High Road    | + 18"       |
| 3 | Aleksandr Vinokúrov | Astana Qazaqstan Team | + 19"       |
| 4 | Marco Pinotti       | Team HTC-High Road    | + 31"       |
| 5 | Beñat Intxausti     | Movistar Team         | + 41"       |

## Classificacions

### Classificació general
|    | Ciclista            | Equip                 | Temps       |
| -- | ------------------- | --------------------- | ----------- |
| 1  | Cadel Evans         | BMC Racing Team       | 16h 51' 49" |
| 2  | Tony Martin         | Team HTC-High Road    | + 18"       |
| 3  | Aleksandr Vinokúrov | Astana Qazaqstan Team | + 19"       |
| 4  | Marco Pinotti       | Team HTC-High Road    | + 31"       |
| 5  | Beñat Intxausti     | Movistar Team         | + 41"       |
| 6  | Pieter Weening      | Rabobank ProTeam      | + 51"       |
| 7  | Janez Brajkovic     | Team RadioShack       | + 52"       |
| 8  | Pàvel Brut          | Team Katusha          | + 58"       |
| 9  | Andrew Talansky     | Garmin-Cervélo        | + 59"       |
| 10 | David Millar        | Garmin-Cervélo        | + 1' 00"    |

|   | Ciclista             | Equip             | Punts |
| - | -------------------- | ----------------- | ----- |
| 1 | Chris Anker Sørensen | Saxo Bank-Sungard | 32    |
| 2 | Oleksandr Kvachuk    | Lampre-ISD        | 28    |
| 3 | Pàvel Brut           | Team Katusha      | 22    |

|   | Ciclista         | Equip        | Punts |
| - | ---------------- | ------------ | ----- |
| 1 | Matthias Brändle | Geox-TMC     | 12    |
| 2 | Dario Cioni      | Team Sky     | 7     |
| 3 | Pàvel Brut       | Team Katusha | 6     |

|   | Ciclista        | Equip            | Temps       |
| - | --------------- | ---------------- | ----------- |
| 1 | Andrew Talansky | Garmin-Cervélo   | 16h 52' 48" |
| 2 | Peter Stetina   | Cervélo TestTeam | + 1' 15"    |
| 3 | Cyril Gautier   | Europcar         | + 2' 18"    |

|   | Equip             | País         |
| - | ----------------- | ------------ |
| 1 | Garmin-Cervélo    | Estats Units |
| 2 | Movistar Team     | Espanya      |
| 3 | Team Leopard-Trek | Luxemburg    |

## Evolució de les classificacions
| Etapa (Vencedor)               | Classificació general | Classificació de la muntanya | Classificació dels esprints | Classificació dels joves | Classificació per equips |
| ------------------------------ | --------------------- | ---------------------------- | --------------------------- | ------------------------ | ------------------------ |
| Pròleg (Jonathan Castroviejo)  | Jonathan Castroviejo  | no entregat                  | no entregat                 | Jonathan Castroviejo     | Team HTC-High Road       |
| 1a etapa (Pàvel Brut)          | Pàvel Brut            | Oleksandr Kvachuk            | Pàvel Brut                  | Jack Bobridge            | Lampre-ISD               |
| 2a etapa (Damiano Cunego)      | Pàvel Brut            | Oleksandr Kvachuk            | Pàvel Brut                  | Peter Stetina            | Movistar Team            |
| 3a etapa (Aleksandr Vinokúrov) | Pàvel Brut            | Oleksandr Kvachuk            | Dario Cioni                 | Peter Stetina            | Movistar Team            |
| 4a etapa (David Zabriskie)     | Cadel Evans           | Oleksandr Kvachuk            | Dario Cioni                 | Andrew Talansky          | Garmin-Cervélo           |
| 5a etapa (Ben Swift            | Cadel Evans           | Chris Anker Sørensen         | Matthias Brändle            | Andrew Talansky          | Garmin-Cervélo           |
| 0Final                         | Cadel Evans           | Chris Anker Sørensen         | Matthias Brändle            | Andrew Talansky          | Garmin-Cervélo           |